# ピン芸人
ピン芸人（ピンげいにん）とは、日本においてコンビやグループに属さず1人で活動するお笑い芸人や漫談家、1人でコントを演じるコメディアンなどを指す。
単にピン、ピン芸ともいう。ただし日本以外の地域で活躍する芸人や、日本においても落語家や奇術師についてはこれに含まないのが普通である。

## 概要
日本におけるお笑い芸人は、最初から1人で活動を始めることは少なく、コンビやグループを組んでいたものの、方向性の違いなどを理由に解散したり、相方やメンバーが芸人としての活動を止めたり（俳優などに転身する、または芸能界を引退する）、あるいは亡くなったりしてピン芸人になる場合が多い。
コンビやグループでありながらピンでの活動が中心となっている者や、R-1グランプリなどの催しの規定に合わせてピンとして活動する者もいる。
ピンは1を意味し、ポルトガル語で「小さな点」を意味するpintaに由来する。

## ピン芸人のネタの芸風
グループであればボケとツッコミの担当を分担することができるが、ピン芸人が単独でネタを演じるときはそれができない。そのため以下のような方策がとられる。
- 日常生活などに存在する矛盾を指摘する。漫談でよく使われる手法。
- 日常生活でよくある出来事を述べるいわゆるあるあるネタ。あるあるネタを言うだけ、もしくはそれに対して突っ込むことで聴き手の共感を得る。派生としてボヤキ・自虐ネタがあり、貧乏・不運な出来事などを織り交ぜて共感と笑いを得る。
- ボケるのみでツッコミは行わない（ボケっぱなし、投げっぱなし）。ネタよりも、ボケた際に起こる微妙な間や空気そのものを笑いに繋げる。現代においてポピュラーな1人コントの形式。
- 役者として、1人で複数役を演じることによってボケもツッコミも行う（いわゆる1人芝居）。
- 自作のイラストや文字などが書かれた紙などを用いる。紙芝居の形態をとるものを含め、めくり芸、フリップ芸と呼ばれる。アイデアが何よりも勝負のジャンルであるが、話術や画才も求められるケースが多い。スケッチブックやフリップボードを用いることが多いが、近年ではモニターやプロジェクターにスライドとして映し出すスタイルもある。陣内智則の1人コントは舞台装置を用い、エキストラ（本人の場合もあれば、町で偶然スカウトした人の場合もある）に演じさせたり、CGで制作した映像や音声に対してツッコミを入れるという独特なスタイルであり、このタイプの発展形といえる。
- ものまね・形態模写。声や喋り方、歌声などの真似に限らず、そこから独自の笑いのスタイルに発展させる。